# Philadelphia Broad Street Station

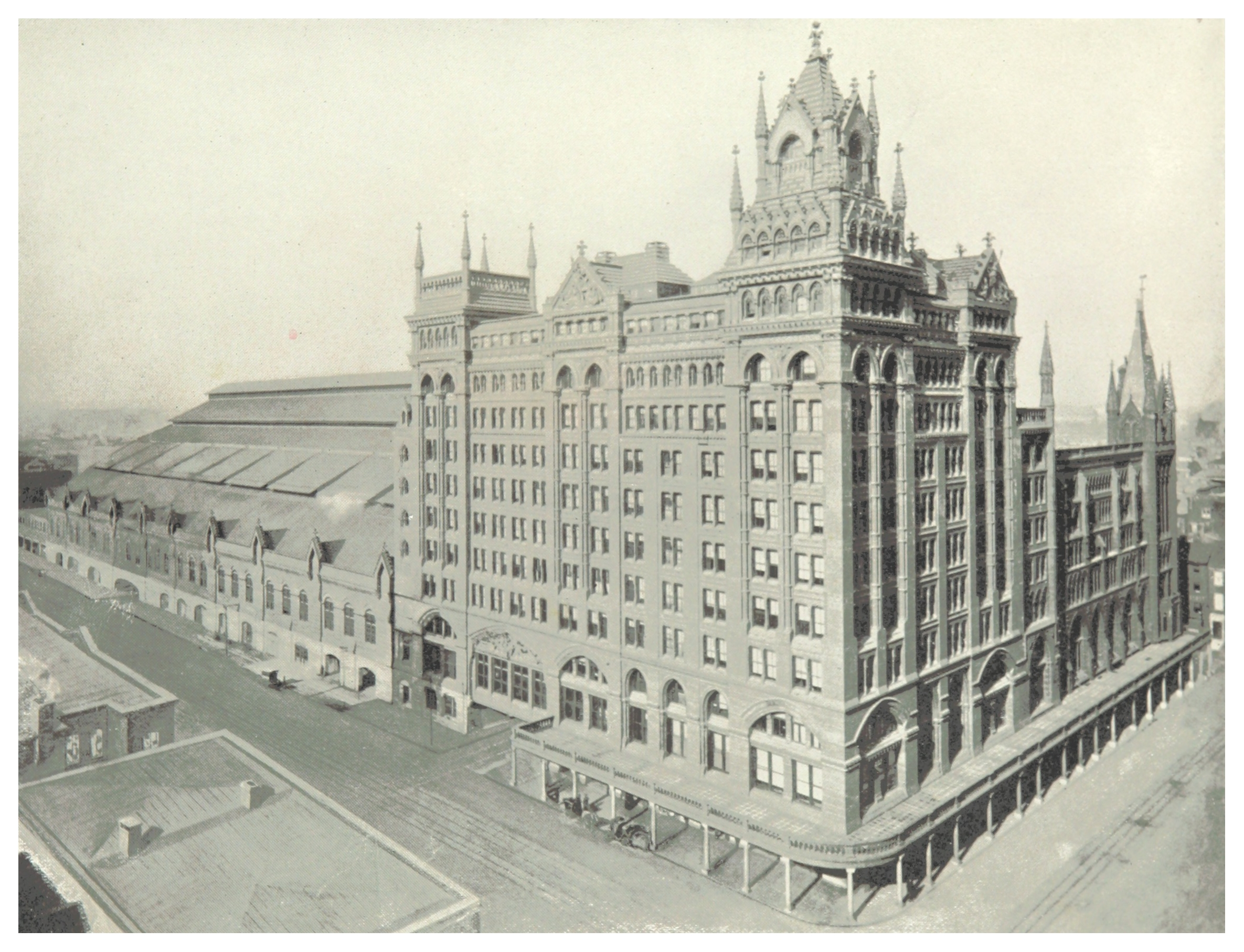
Die Broad Street Station.

Die Broad Street Station (deutsch: Bahnhof Broad Street, wörtlich „Bahnhof Breite Straße“) war ein Kopfbahnhof in Philadelphia im US-Bundesstaat Pennsylvania. Sie befand sich unmittelbar nordwestlich des Rathauses. Sie wurde 1881 als innerstädtischer Zentralbahnhof der Pennsylvania Railroad eröffnet, 1891 erweitert und war bis etwa 1930 in Betrieb. Ihre Funktion übernahmen im Nahverkehr die benachbarte, unterirdische Suburban Station und im Fernverkehr die 30th Street Station etwa 1,5 km weiter westlich am anderen Ufer des Schuylkill. Das Gebäude wurde nach Ende des Eisenbahnbetriebs abgebrochen.